# Hamburg-Hohenfelde
Hamburg-Hohenfelde is het zuidelijkste stadsdeel van Hamburg-Nord, een district van de Duitse stad Hamburg en heeft ongeveer 10.000 inwoners. 

## Geografie
Hohenfelde ligt op de linkeroever van het Alstermeer.  Het grenst in het noorden aan Uhlenhorst, in het oosten aan Eilbek, in het zuiden aan Borgfelde en in het westen aan Sankt Georg.

## Geschiedenis
Het gebied Hohenfelde werd in 1256 in bruikleen gegeven aan het Hamburgse H. Geesthospitaal en er bij oorkonde van 1359 aan toegewezen. In 1375 werd een verdedigingswal opgeworpen die reikte van de Kuhmühlenteich tot de Hammer Brook.
Na de reformatie werd het hospitaal opgeheven. De bezittingen  werden overgedragen aan het beheer van de Oberalten, een beheerscomité van de Hamburgse hoofdkerken. 
Het "hoge veld" lag voor de poorten van de stad en werd vanaf 1679 als glacis bestemd.
Het toen veel grotere Hohenfelde had in 1773 nog maar een dertigtal inwoners.
In 1810  waren het er al 754, maar in 1814 werd het door de Franse terugtrekkende bezettingstroepen grotendeels vernield.
Na de brand van Hamburg in 1842 kwam de bewoning weer op gang. 
De opheffing van de stadstolpoorten in 1861 versnlde dit, zodat tegen 1870 Hohenfelde grotendeels bebouwd was.
In 1874 werd Hohenfelde gefusioneerd met de stad.
In 1943 werd 70% van de woningen door bombardering vernield.
De wederopbouw tussen 1950 en 1960 gaf Hohefelde een geheel nieuw uitzicht.

## Bijzondere gebouwen

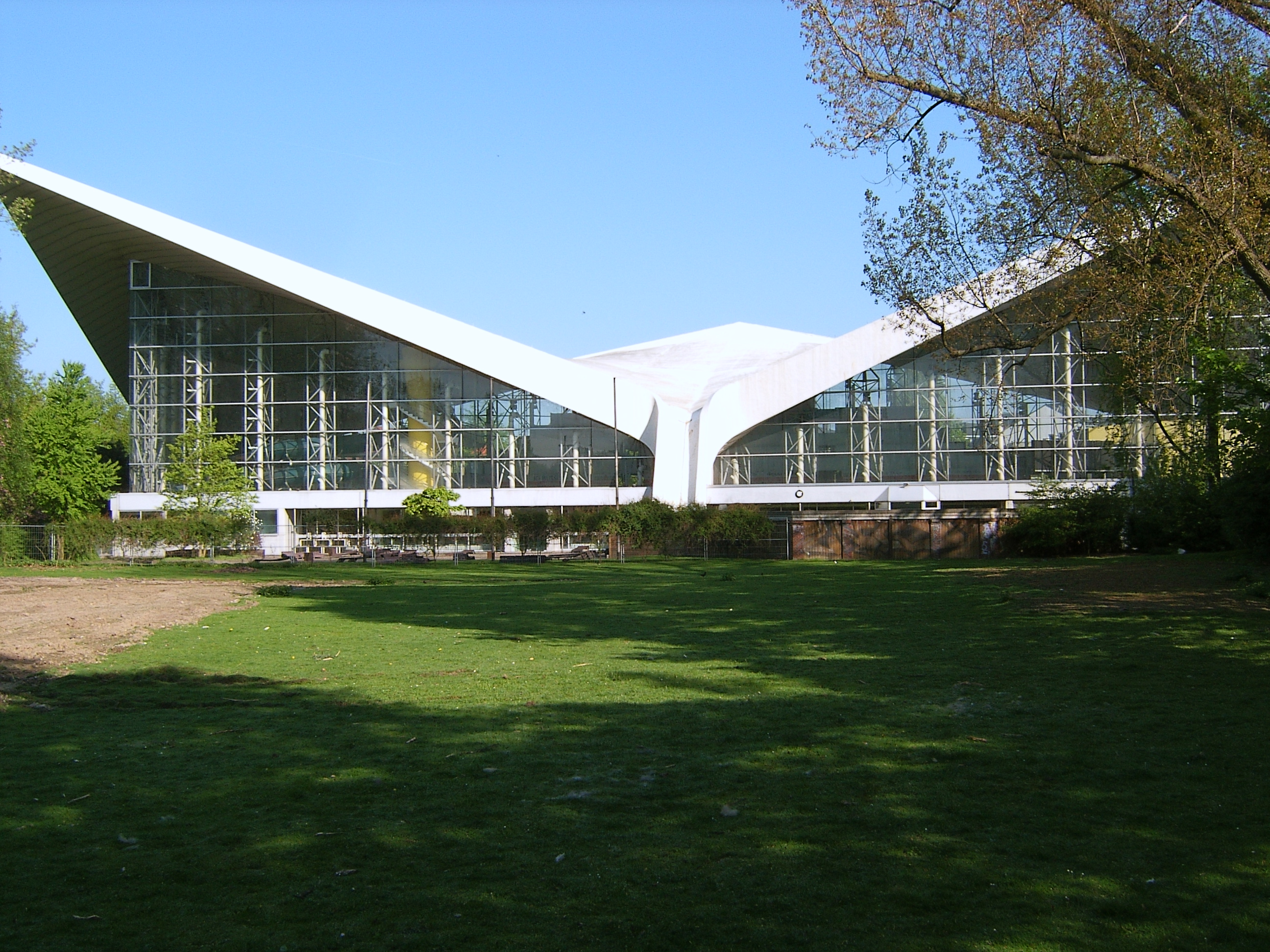
Alsterschwimhalle zuidkant

- Alsterschwimmhalle : Grootste zwembadcomplex van Hamburg uit 1973

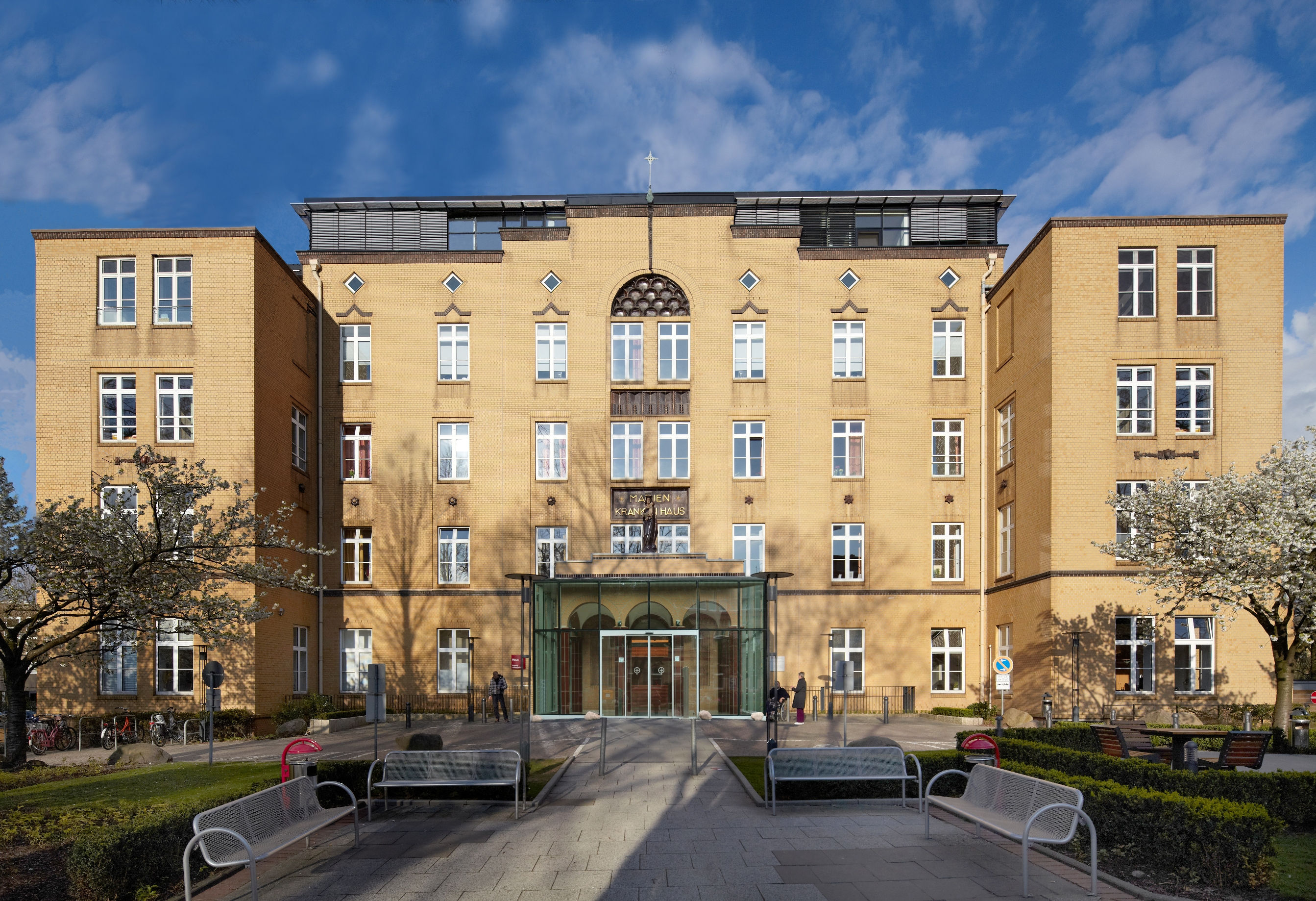
Marienkrankenhaus hoofdingang

- Marienkrankenhaus : ziekenhuis

## Verkeer
In Hohenfelde bevinden zich volgende stations van de metro van Hamburg : Lübecker Straße (U1 en U3), Uhlandstraße (U3) en Wartenau (U1).
Ook de S-Bahn heeft er een halte op lijnen S1 en S11, namelijk station Landwehr.
Hohenfelde wordt door meerdere wegverkeersassen doorsneden, waaronder de B5 en de B75.